# Ashley Benson
Pour les articles homonymes, voir Benson.
Ashley Benson, née le 18 décembre 1989 à Anaheim en Californie, est une actrice américaine connue pour avoir interprété le rôle d'Hanna Marin dans la série télévisée Pretty Little Liars.

## Biographie

### Jeunesse et mannequinat
Née à Anaheim, dans le comté d'Orange, en Californie, Ashley Victoria Benson est la fille cadette de Shannon Marie Benson (née Harte, le 26 octobre 1960), femme au foyer, et Jeffrey Wayne Benson (né le 22 juillet 1958), un homme d'affaires. Elle a une sœur aînée, Shaylene Marie Benson (née le 25 août 1988), qui est coach fitness, danseuse professionnelle et ancienne pom-pom girl pour les Lakers de Los Angeles,. Elle a des origines allemandes, irlandaises, norvégiennes et anglaises.
Ashley Benson est née en décembre 1989, alors que Shannon Benson était enceinte de seulement 7 mois. Elle a donc été hospitalisée durant deux mois ; les médecins craignaient qu'elle ait besoin d'une greffe de cœur, qui n'a finalement pas été nécessaire. Sa famille paternelle est originaire du Dakota du Nord et du Tennessee, et sa famille maternelle est originaire du comté de Wicklow, en Irlande.
Dès l'âge de trois ans, Ashley Benson commence à prendre des cours de danse hip-hop et jazz. Tout d'abord intéressée par la musique, elle fait partie de nombreuses chorales durant son enfance. À l'âge de quatre ans, elle demande à auditionner pour être la chanteuse principale dans une chorale pour Noël. Puis, à l'âge de cinq ans, elle commence le mannequinat en posant pour des catalogues, et à l'âge de huit ans elle fait partie de l'agence de mannequin, Ford.
Scolarisée jusqu'à ses treize ans, Ashley Benson continue ses études par correspondance, et obtient son diplôme de fin d'études secondaires.

### Débuts d'actrice et percée télévisuelle (années 2000)

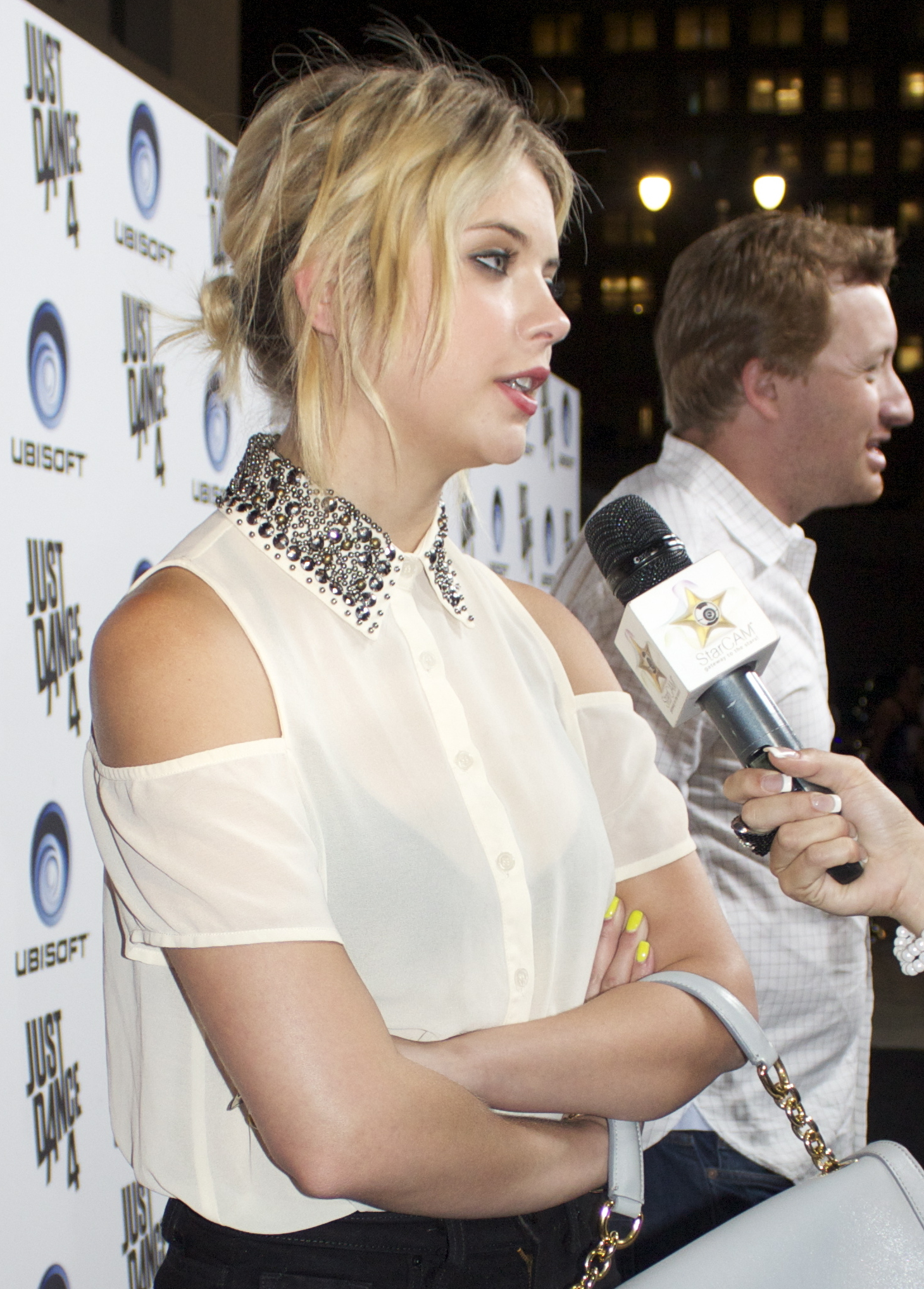
L'actrice de Pretty Little Liars en octobre 2012, à une soirée promotionnelle.

En 1999, à l'âge de 10 ans, Ashley Benson décide de se lancer dans la comédie. Elle commence à tourner dans des publicités, mais se tourne rapidement vers la télévision et le cinéma. En 2004, à l'âge de 14-15 ans, elle signe un contrat de trois ans avec la chaîne de télévision NBC pour tenir le rôle d'Abigail « Abby » Deveraux dans le feuilleton télévisé, Des jours et des vies. Son personnage apparaît dans l'émission du 12 novembre 2004 au 2 mai 2007. En 2004, elle apparaît brièvement dans la comédie 30 ans sinon rien.
En 2007, elle joue le rôle principal dans le téléfilm American Girls 4, aux côtés de Cassie Scerbo et Jennifer Tisdale. Par la suite, elle joue dans les séries Sept à la maison, Newport Beach, Zoé, Les Experts : Miami, et Supernatural. En août 2008, elle joue le rôle principal dans le téléfilm Fab Five : Le scandale des pom pom girls, inspiré d'une histoire vraie qui s'est déroulée en 2006 au Texas, aux côtés de Tatum O'Neal et Jenna Dewan, sur la chaîne de télévision Lifetime.
En 2009, l'actrice décroche l'un des rôles principaux dans la série fantastique Les Mystères d'Eastwick, un remake du film Les Sorcières d'Eastwick (1987), où elle jouait le rôle de Mia Torcoletti, la fille unique de Roxie Torcoletti (interprétée par Rebecca Romijn). La série est cependant annulée par la chaîne ABC au bout d'une seule courte saison, diffusée du 23 septembre 2009 au 14 février 2010, pour manque d'audience.
Mais la jeune actrice a alors déjà rebondi vers un autre rôle : celui d'Hanna Marin, l'une des jeunes héroïnes de la série dramatique Pretty Little Liars, adaptée de la série littéraire Les Menteuses de Sara Shepard. La série est diffusée sur la chaîne ABC Family à partir du 8 juin 2010 et connait un large succès auprès du public adolescent.
Parallèlement, l'actrice fait des apparitions dans d'autres séries à succès : par exemple, elle joue en janvier 2013 la demi-sœur de Barney Stinson (interprété par Neil Patrick Harris) et l'ex-petite amie de Ted Mosby (interprété par Josh Radnor), dans un épisode de la sitcom How I Met Your Mother. Durant cette période, elle devient aussi l'égérie de la marque Faviana. Mais elle tente aussi de percer au cinéma.

### Passage au cinéma (années 2010)

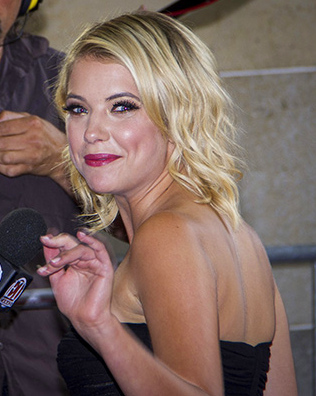
L'actrice en septembre 2012, pour la promotion de Spring Breakers.

En décembre 2010, elle tient le rôle-titre du téléfilm romantique, L'Ange des neiges, aux côtés de Christina Milian et Chad Michael Murray.
Mais surtout, en janvier 2012, son remplacement de l'actrice Emma Roberts dans le thriller indépendant néo-noir Spring Breakers est annoncé, aux côtés de Vanessa Hudgens, Selena Gomez, Rachel Korine et James Franco. Le film est tourné du 28 février au 30 mars 2012 en Floride et sort au cinéma en mars 2013. Le film connait un joli succès critique et commercial.
En juin 2014, ABC Family renouvelle Pretty Little Liars pour une sixième et septième saison. En octobre 2014, la partenaire de Benson, Lucy Hale, annonce que la septième saison, qui sera diffusée de juin 2016 à mars 2017, sera bien la dernière et clôturera la série. L'actrice a entre-temps participé à plusieurs films.
En 2015, elle est à l'affiche de deux longs-métrages : tout d'abord, elle porte le thriller psychologique Ratter, où elle joue une étudiante harcelée par le biais du numérique. Puis elle fait partie du casting de la comédie fantastique Pixels, aux côtés d'Adam Sandler et Kevin James. Le film est mal accueilli par la critique et n'obtient qu'un succès commercial mitigé.
L'année suivante, elle tient un second rôle dans le biopic Elvis and Nixon, avec Michael Shannon et Kevin Spacey, puis en 2017, elle tient le premier rôle féminin de la comédie dramatique indépendante Chronically Metropolitan (en), aux côtés de Shiloh Fernandez. 2018 la voit apparaitre dans le drame indépendant Her Smell, porté par l'acclamée Elisabeth Moss.

### Musique et films (années 2020)
En début d'année 2020, elle collabore avec le rappeur américain G-Eazy, avec qui elle fait une reprise de la célèbre chanson Creep de Radiohead. En octobre de la même année, le rappeur révèle qu'il a collaboré avec elle sur son nouvel album, Everything's Strange Here, et qu'elle a même contribué à la création de l'album.
En 2023, elle est à l'affiche du thriller érotique Alone At Night, qu'elle a elle-même produit. En septembre 2023, elle joue l'un des personnages principaux de la minisérie Wilderness, diffusée sur Prime Video, aux côtés d'Oliver Jackson-Cohen et Jenna Coleman.
Le 2 juillet 2025, elle a été choisie pour jouer dans le film Pretty Babies réalisé par Tyler-Marie Evans aux cotés d'Emily Alyn Lind, Madelaine Petsch et Sadie Stanley.

## Vie privée
De 2008 à 2010, Ashley Benson est la petite-amie du chanteur américain Justin Thorne, ancien membre du groupe NLT, rencontré sur le tournage du clip That Girl de ce même groupe en 2007. Elle apparaît d'ailleurs dans le clip Blacklight du nouveau groupe de Justin, baptisé One Call, en 2010. De janvier 2011 à novembre 2017, elle partage la vie de Ryan Good (né le 13 mars 1984), l'ancien styliste et manager de Justin Bieber, malgré de nombreuses ruptures et réconciliations au fil des années,,,.
D'avril 2018 à avril 2020, elle a une relation très médiatisée avec l'actrice et mannequin britannique Cara Delevingne. En mai 2020, Ashley Benson officialise son couple avec le rappeur américain G-Eazy, dont elle se sépare en février 2021. Ils se réconcilient en début d'année 2022, avant de se séparer à nouveau quelques mois plus tard,.
En 2019, l'acteur Tyler Blackburn révèle qu'il a brièvement fréquenté Ashley Benson lorsqu'ils travaillaient ensemble sur Pretty Little Liars, mais qu'ils sont restés de très bons amis.
Depuis janvier 2023, Ashley Benson est en couple avec Brandon Davis (né le 2 septembre 1979), le petit-fils de Marvin H. Davis et frère de l'acteur Jason Davis. Le couple annonce ses fiançailles le 7 juillet 2023, puis se marie en toute discrétion en octobre 2023. Le 13 octobre 2023, la presse dévoile que le couple attend son premier enfant. En novembre 2023, Ashley Benson confirme sa grossesse,. Le 14 février 2024, l'actrice accouche d'une petite fille, Aspen Davis,.

## Filmographie

### Cinéma

#### Longs métrages
- 2004 : 30 ans sinon rien (13 Going on 30) de Gary Winick : L'une des six filles populaires du collège
- 2007 : American Girls 4 de Steve Rash : Carson
- 2008 : Bart Got a Room de Brian Hecker : Alice
- 2012 : Time Warrior : Stephanie
- 2013 : Spring Breakers de Harmony Korine : Brittany
- 2015 : Pixels de Chris Columbus : Lady Lisa
- 2016 : Ratter de Branden Kramer : Emma
- 2016 : Elvis and Nixon de Liza Johnson : Margaret, une employée d'American Airlines
- 2017 : Chronically Metropolitan (en) de Xavier Manrique : Jessie
- 2018 : Her Smell de Alex Ross Perry : Roxie Rotten
- 2020 : The Birthday Cake de Jimmy Giannopoulos : Tracey
- 2022 : Propriété privée de Chadd Harbold : Kathryn Carlyle
- 2022 : The Loneliest Boy in the World de Piers Ashworth : Margot
- 2022 : Angry Neighbors : Fille Amberson
- 2023 : Alone at Night : Vicky
- 2023 : Mob Land de Nicholas Maggio : Caroline Conners
- 2024 : Good Side of a Bad Man : Ruby

#### Courts métrages
- 2005 : Neighbors : Mindy
- 2019 : Ask Me If I Care : Alice

### Télévision

#### Téléfilms
- 2008 : Le scandale des pom pom girls (Fab Five : The Texas Cheerleader Scandal) : Brooke Tippit
- 2010 : L'Ange des neiges (Christmas Cupid) : Caitlin Quinn

#### Séries télévisées
- 2002 : À la Maison-Blanche (The West Wing) : Une fille (saison 4, épisode 6)
- 2002 : Nikki : Une danseuse (saison 2, épisode 18)
- 2004 : La Vie avant tout (Strong Medicine) : April (saison 5, épisode 4)
- 2004-2007 : Des jours et des vies (Days of Our Lives) : Abigail « Abby » Deveraux (rôle secondaire, 45 épisodes)
- 2005 : Zoé (Zoey 101) : Candice (saison 1, épisode 9)
- 2005 : Sept à la maison (7th Heaven) : Margot (saison 9, épisodes 17 et 19)
- 2006 : Newport Beach : Riley (saison 4, épisode 6)
- 2008 : Les Experts : Miami : Amy Beck (saison 7, épisode 5)
- 2008 : Supernatural : Tracy Davis (saison 4, épisode 7)
- 2009-2010 : Les Mystères d'Eastwick (Eastwick) : Mia Torcolette (personnage secondaire - 12 épisodes)
- 2010-2017 : Pretty Little Liars : Hanna Marin (personnage principal - 160 épisodes)
- 2011 : CollegeHumor Originals : Une femme (saison 1, épisode 151)
- 2013 : How I Met Your Mother : Carly Whittaker (saison 8, épisode 14)
- 2013 : Hey Tucker! : Ashley (saison 1, épisodes 2 et 5)
- 2013-2014 : Ravenswood : Hanna Marin (saison 1, épisodes 5 et 10)
- 2014 : Les Griffin (Family Guy) : Dakota
- 2023 : Wilderness : Cara Parker (minisérie)

### Clips
- 2007 : That Girl de NLT
- 2008 : We Don't Have To Look Back Now de Puddle of Mudd
- 2010 : Blacklight de One Call
- 2012 : Honestly de Hot Chelle Rae

## Distinctions

### Cinéma
- Alliance of Women Film Journalists

| Année | Récompense | Film            | Reçue ? |
| ----- | --- | --------------- | ------- |
| 2013  | Les actrices ayant le plus besoin d'un nouvel agent artistique (partagée avec Selena Gomez, Vanessa Hudgens et Rachel Korine) | Spring Breakers | Non     |

- Capricho Awards

| Année | Récompense                                                     | Film            | Reçue ? |
| ----- | -------------------------------------------------------------- | --------------- | ------- |
| 2013  | Meilleur baiser (partagé avec Vanessa Hudgens et James Franco) | Spring Breakers | Non     |

- MTV Movie Awards

| Année | Récompense                                                     | Film            | Reçue ? |
| ----- | -------------------------------------------------------------- | --------------- | ------- |
| 2014  | Meilleur baiser (partagé avec Vanessa Hudgens et James Franco) | Spring Breakers | Non     |

### Mode
- Teen Choice Awards

| Année | Récompense   | Reçue ? |
| ----- | ------------ | ------- |
| 2014  | Style Bonbon | Non     |

### Télévision
- Capricho Awards

| Année | Récompense                       | Série               | Reçue ? |
| ----- | -------------------------------- | ------------------- | ------- |
| 2013  | Meilleure actrice internationale | Pretty Little Liars | Non     |

- People's Choice Awards

| Année | Récompense                 | Série               | Reçue ? |
| ----- | -------------------------- | ------------------- | ------- |
| 2015  | Meilleure actrice du câble | Pretty Little Liars | Non     |
| 2016  | Meilleure actrice du câble | Pretty Little Liars | Non     |
| 2017  | Meilleure actrice du câble | Pretty Little Liars | Non     |

- Teen Choice Awards

| Année | Récompense                                                        | Série               | Reçue ? |
| ----- | ----------------------------------------------------------------- | ------------------- | ------- |
| 2014  | Meilleure actrice de l'été sur le câble                           | Pretty Little Liars | Oui     |
| 2015  | Meilleure actrice de l'été sur le câble                           | Pretty Little Liars | Oui     |
| 2016  | Meilleure actrice dans une série dramatique                       | Pretty Little Liars | Oui     |
| 2016  | Meilleure alchimie dans une série (partagée avec Tyler Blackburn) | Pretty Little Liars | Oui     |
| 2017  | Meilleure actrice dans une série dramatique                       | Pretty Little Liars | Non     |

- Young Hollywood Awards

| Année | Récompense                                                                        | Série               | Reçue ? |
| ----- | --------------------------------------------------------------------------------- | ------------------- | ------- |
| 2011  | Casting à surveiller (partagé avec Troian Bellisario, Lucy Hale et Shay Mitchell) | Pretty Little Liars | Oui     |

- Youth Rock Awards

| Année | Récompense                      | Série               | Reçue ? |
| ----- | ------------------------------- | ------------------- | ------- |
| 2011  | Meilleure actrice de télévision | Pretty Little Liars | Oui     |

## Voix francophones
En France, Ashley Benson est régulièrement doublée par Karine Foviau. Elle n'est pas doublée dans le film Pixels car son personnage n'a aucun dialogue.